# 刘忠兴
刘忠兴（1947年—），四川三台人，中国人民解放军将领、中国人民解放军中将。
毕业于国防大学。2003年，接替何为荣，担任济南军区空军司令员。2011年，由张建平接任。2004年，授中国人民解放军中将军衔。2008年起担任全国人大代表。